# Suzanne Roquette
Suzanne Roquette est une actrice allemande née le 30 août 1942 à Weimar en Allemagne et morte le 28 mai 2020 à Croydon au Royaume-Uni.

## Carrière
Fille du peintre Kurt Roquette, elle a passé ses années d'enfance dans la réserve forestière de la Forêt de Thuringe. Au cours de la guerre, elle déménage avec sa famille à Stuttgart. La paix revenue, elle travaille comme mannequin, puis remporte un concours pour devenir présentatrice de l'émission de Peter Frankenfeld Und Ihr Steckenpferd?. Sa notoriété nouvelle lui vaut de petits rôles à la télévision allemande, et pour concrétiser son rêve de devenir comédienne, elle prend des cours de théâtre auprès d’Else Bongers à Berlin. Au début, on la retrouve surtout dans des policiers et des films d'aventures, comme les adaptations des romans noirs d'Edgar Wallace, Le Bossu de Soho (1966) et Le Moine au fouet (1967). Dans certains films, elle apparaît au générique avec le prénom « Susanne ».
Son rôle le plus marquant reste celui de Tanya Alexander dans la série télévisée Cosmos 1999.

## Filmographie

### Cinéma
- 1964 : Frühstück mit dem Tod
- 1965 : Mission à Hong Kong : Linda Wells
- 1966 : Sperrbezirk : Ann
- 1966 : Le Bossu de Londres : Laura
- 1967 : La Vengeance de Fu Manchu : Maria Lieberson
- 1967 : Le Moine au fouet (Der Mönch mit der Peitsche) : Mary Houston
- 1968 : Le Médecin de Hambourg : Elisabeth Langhoff
- 1970 : Le Jeu des millions (en) : Claudia von Hohenheim
- 1989 : Indiana Jones et la Dernière Croisade : une directrice de film
- 1992 : Une lueur dans la nuit : une invitée chez Drescher

### Télévision
- 1975 - 1976 : Cosmos 1999 (Space: 1999) (19 épisodes) : Tanya Alexander
- 1976 : Journey Through the Black Sun : Tanya Alexandria
- 1976 : Alien Attack : Tanya Alexandria
- 1976 : Hadleigh (1 épisode) : Elfreda Von Hermsdorff
- 1977 : Schimanski (Tatort) (1 épisode) : Martina Quaas
- 1978 : An Englishman's Castle : Ania
- 1980 : ITV Playhouse (1 épisode)
- 1982 : Sorry! (1 épisode) : l'Impératrice
- 1993 : Lovejoy (1 épisode) : une cliente allemande
- 1997 - 1998 : Au rythme de la vie : Dorothea Thalberg
- 2001 : Frères d'armes (Band of Brothers) : une veuve allemande